# شهرداری دوبروونیک
شهرداری دوبروونیک (به لاتین: Municipality of Dobrovnik) یک منطقهٔ مسکونی در اسلوونی است که در اسلوونی واقع شده‌است. شهرداری دوبروونیک ۳۱٫۱ کیلومتر مربع مساحت و ۱٬۳۳۲ نفر جمعیت دارد.